# Mučedníci ze Sirmia
Mučedníci ze Sirmia byli panonští křesťané, kteří zemřeli ve 3. či 4. století mučednickou smrtí. K události došlo v Sirmiu v římské provincii Panonie (dnes Sremska Mitrovica), kde mučednickou smrtí zemřel Maximianus, Acutus, Artaxus, Eugenda, Timotheus, Tobias a Vitus. Jejich svátek se slaví 2. ledna.